# Heteragrion erythrogastrum
Heteragrion erythrogastrum – gatunek ważki z rodziny Heteragrionidae. Występuje na terenie Ameryki Środkowej.